# Chang Kai-chen
Chang Kai-chen, conosciuta anche come Kelly Chang (Taoyuan, 13 gennaio 1991), è una tennista taiwanese inattiva dal 2020.

## Carriera
A livello giovanile raggiunge nel giugno 2007 l'ottava posizione mondiale.
Tra le professioniste si fa notare maggiormente per i risultati nel doppio dove conquista tre titoli WTA con tre diverse partner. Partecipa al primo torneo dello Slam qualificandosi per il tabellone principale degli US Open 2009 e, a diciotto anni, supera al primo turno la testa di serie Kaia Kanepi in tre set. Viene tuttavia sconfitta al turno successivo da Magdaléna Rybáriková.
Nel 2010 ripete il risultato agli US Open e arriva al secondo turno sui campi di Wimbledon ma viene eliminata in entrambe le occasioni da Caroline Wozniacki.
All'HP Open 2012 arriva fino alla finale superando ben tre teste di serie, tra le quali la numero uno, Samantha Stosur, in semifinale.. Nel match per il titolo viene tuttavia sconfitta da Heather Watson in tre set.
Nel 2015 ha vinto la medaglia d'oro alle Universiadi in singolare.

## Statistiche WTA

### Singolare

#### Sconfitte (1)
| Legenda               |
| --------------------- |
| Grande Slam (0)       |
| Argenti Olimpici (0)  |
| WTA Finals (0)        |
| Premier Mandatory (0) |
| Premier 5 (0)         |
| Premier (0)           |
| International (1)     |

| N. | Data            | Torneo         | Superficie | Avversaria in finale | Punteggio        |
| 1. | 14 ottobre 2012 | HP Open, Osaka | Cemento    | Heather Watson       | 5-7, 7-5, 6(4)-7 |

### Doppio

#### Vittorie (4)
| Legenda               |
| --------------------- |
| Grande Slam (0)       |
| Ori Olimpici (0)      |
| WTA Finals (0)        |
| Premier Mandatory (0) |
| Premier 5 (0)         |
| Premier (0)           |
| International (4)     |

| N. | Data            | Torneo                               | Superficie | Compagna         | Avversarie in finale             | Punteggio               |
| 1. | 17 ottobre 2010 | HP Open, Osaka                       | Cemento    | Lilia Osterloh   | Shūko Aoyama Rika Fujiwara       | 6-0, 6-3                |
| 2. | 4 marzo 2012    | BMW Malaysian Open, Kuala Lumpur     | Cemento    | Chuang Chia-jung | Chan Hao-ching Rika Fujiwara     | 7-5, 6-4                |
| 3. | 3 agosto 2012   | Citi Open, Washington                | Cemento    | Shūko Aoyama     | Irina Falconi Chanelle Scheepers | 7-5, 6-2                |
| 4. | 3 marzo 2013    | BMW Malaysian Open, Kuala Lumpur (2) | Cemento    | Shūko Aoyama     | Janette Husárová Zhang Shuai     | 6(4)-7, 7-6(4), [14-12] |

## Circuito WTA 125

### Singolare

#### Sconfitte (3)
| N. | Data             | Torneo                                              | Superficie    | Avversaria in finale | Punteggio   |
| 1. | 4 novembre 2012  | OEC Taipei Ladies Open, Taipei                      | Sintetico (i) | Kristina Mladenovic  | 4-6, 3-6    |
| 2. | 2 agosto 2015    | Jiangxi International Women's Tennis Open, Nanchang | Cemento       | Jelena Janković      | 3-6, 6(6)-7 |
| 3. | 20 novembre 2016 | OEC Taipei Ladies Open, Taipei (2)                  | Sintetico (i) | Evgenija Rodina      | 4-6, 3-6    |

### Doppio

#### Vittorie (1)
| N. | Data          | Torneo                                              | Superficie | Compagna     | Avversarie in finale     | Punteggio        |
| 1. | 2 agosto 2015 | Jiangxi International Women's Tennis Open, Nanchang | Cemento    | Zheng Saisai | Chan Chin-wei Wang Yafan | 6-3, 4-6, [10-3] |

#### Sconfitte (3)
| N. | Data             | Torneo                             | Superficie    | Compagna         | Avversarie in finale                   | Punteggio        |
| 1. | 4 novembre 2012  | OEC Taipei Ladies Open, Taipei     | Sintetico (i) | Vol'ha Havarcova | Chan Hao-ching Kristina Mladenovic     | 7-5, 2-6, [8-10] |
| 2. | 9 novembre 2014  | OEC Taipei Ladies Open, Taipei (2) | Sintetico (i) | Chuang Chia-jung | Chan Hao-ching Chan Yung-jan           | 4-6, 3-6         |
| 3. | 20 novembre 2016 | OEC Taipei Ladies Open, Taipei (3) | Sintetico (i) | Chuang Chia-jung | Natela Dzalamidze Veronika Kudermetova | 6-4, 3-6, [5-10] |

## Statistiche ITF

### Singolare

#### Vittorie (2)
| Torneo 100 000 $ (0) |
| Torneo 75 000 $ (0)  |
| Torneo 50 000 $ (2)  |
| Torneo 25 000 $ (0)  |
| Torneo 15 000 $ (0)  |
| Torneo 10 000 $ (0)  |

| N. | Data           | Torneo                                                   | Superficie | Avversaria in finale | Punteggio     |
| 1. | 18 maggio 2008 | Kurume Best Amenity International Women's Tennis, Kurume | Erba       | Aleksandra Panova    | 7-5, 6-3      |
| 2. | 9 ottobre 2011 | Kofu International Open Tennis, Kōfu                     | Cemento    | Mandy Minella        | 6-4, 1-6, 6-4 |

### Doppio

#### Vittorie (8)
| Torneo 100 000 $ (2) |
| Torneo 75 000 $ (1)  |
| Torneo 50 000 $ (2)  |
| Torneo 25 000 $ (3)  |
| Torneo 15 000 $ (0)  |
| Torneo 10 000 $ (0)  |

| N. | Data              | Torneo                                                   | Superficie    | Compagna          | Avversarie in finale           | Punteggio        |
| 1. | 18 maggio 2008    | Kurume Best Amenity International Women's Tennis, Kurume | Erba          | I-Hsuan Hwang     | Erika Sema Yurika Sema         | 6-3, 2-6, [10-6] |
| 2. | 15 novembre 2008  | NECC ITF International Women's Tournament, Pune          | Cemento       | I-Hsuan Hwang     | Elora Dabija Bojana Jovanovski | 5-7, 6-2, [10-7] |
| 3. | 26 aprile 2009    | ITF Changwon Women's Challenger Tennis, Changwon         | Cemento       | Chen Yi           | Elena Baltacha Amanda Elliott  | 6-4, 6-1         |
| 4. | 3 maggio 2009     | ITF Gimcheon Women's Challenger Tennis, Gimcheon         | Cemento       | Chen Yi           | Kyung-Mi Chang Jin-A Lee       | 6-1, 7-5         |
| 5. | 26 luglio 2009    | Fifth Third Bank Tennis Championships, Lexington         | Cemento       | Tetjana Lužans'ka | Jacqueline Cako Alison Riske   | 6-3, 6-2         |
| 6. | 8 agosto 2010     | Vancouver Open, Vancouver                                | Cemento       | Heidi El Tabakh   | Irina Falconi Amanda Fink      | 3-6, 6-3 [10–4]  |
| 7. | 7 novembre 2010   | OEC Taipei Ladies Open, Taipei                           | Sintetico (i) | Chia-Jung Chuang  | Hsieh Su-wei Sania Mirza       | 6-4, 6-2         |
| 8. | 15 settembre 2012 | Ningbo Challenger, Ningbo                                | Cemento       | Shūko Aoyama      | Tetjana Lužans'ka Saisai Zheng | 6-2, 7-5         |

## Risultati in progressione
| Sigla | Risultato               |
| ----- | ----------------------- |
| V     | Vincitore               |
| F     | Finalista               |
| SF    | Semifinalista           |
| O     | Oro olimpico            |
| A     | Argento olimpico        |
| SF    | Bronzo olimpico         |
| QF    | Quarti di Finale        |
| 4T    | Quarto turno            |
| 3T    | Terzo turno             |
| 2T    | Secondo turno           |
| 1T    | Primo turno             |
| RR    | Round Robin             |
| LQ    | Turno di qualificazione |
| A     | Assente                 |
| ND    | Non disputato           |

| Legenda superfici    |
| -------------------- |
| Cemento              |
| Terra battuta        |
| Erba                 |
| Superficie variabile |

### Singolare nei tornei del Grande Slam
| Torneo          | 2009 | 2010 | 2011 | 2012 | 2013 | 2014 | 2015 | 2016 | V--S |
| --------------- | ---- | ---- | ---- | ---- | ---- | ---- | ---- | ---- | ---- |
| Australian Open | A    | 1T   | 1T   | 2T   | 1T   | A    | 2T   | A    | 2-5  |
| Open di Francia | A    | 1T   | A    | 1T   | A    | A    | A    | A    | 0-2  |
| Wimbledon       | A    | 2T   | 1T   | 1T   | A    | A    | A    | A    | 1-3  |
| US Open         | 2T   | 2T   | A    | A    | A    | A    | A    | A    | 2-2  |
| Totale          | 1-1  | 2-4  | 0-2  | 1-3  | 0-1  | 0-0  | 1-1  | 0-0  | 5-12 |

### Doppio nei tornei del Grande Slam
| Torneo          | 2009 | 2010 | 2011 | 2012 | 2013 | 2014 | 2015 | 2016 | V--S |
| --------------- | ---- | ---- | ---- | ---- | ---- | ---- | ---- | ---- | ---- |
| Australian Open | A    | A    | A    | A    | 1T   | A    | A    | A    | 0-1  |
| Open di Francia | A    | 1T   | 1T   | A    | 1T   | A    | A    | A    | 0-3  |
| Wimbledon       | A    | 2T   | 1T   | A    | A    | A    | A    | A    | 1-2  |
| US Open         | A    | 1T   | A    | A    | A    | A    | A    | A    | 0-1  |
| Totale          | 0-0  | 1-3  | 0-2  | 0-0  | 0-2  | 0-0  | 0-0  | 0-0  | 1-7  |

### Doppio misto nei tornei del Grande Slam
Nessuna partecipazione

## Vittorie contro giocatrici Top 10
| Stagione | 2009 | 2010 | 2011 | 2012 | 2013 | 2014 | 2015 | 2016 | Totale |
| Vittorie | 1    | 0    | 0    | 2    | 0    | 0    | 0    | 1    | 4      |

| #    | Giocatrice      | Ranking | Evento                           | Superficie | Turno | Punteggio        | Rank. KCCR |
| ---- | --------------- | ------- | -------------------------------- | ---------- | ----- | ---------------- | ---------- |
| 2009 |                 |         |                                  |            |       |                  |            |
| 1.   | Dinara Safina   | 1       | Pan Pacific Open, Tokyo          | Cemento    | 2T    | 7-6(5), 4-6, 7-5 | 132        |
| 2012 |                 |         |                                  |            |       |                  |            |
| 2.   | Marion Bartoli  | 10      | Guangzhou Open, Canton           | Cemento    | 1T    | 4-3 rit.         | 129        |
| 3.   | Samantha Stosur | 9       | Japan Women's Open Tennis, Osaka | Cemento    | SF    | 6-4, 4-6, 7-6(3) | 134        |
| 2016 |                 |         |                                  |            |       |                  |            |
| 4.   | Roberta Vinci   | 10      | Malaysian Open, Kuala Lumpur     | Cemento    | 1T    | 5-7, 6-2, 6-1    | 153        |